# Моледо, Родриго
Родри́го Моде́сто да Си́лва Моле́до (порт. Rodrigo Modesto da Silva Moledo; 27 октября 1987, Рио-де-Жанейро) — бразильский футболист, защитник клуба «Интернасьонал».

## Биография
В 2010 году Моледо перешёл в «Интернасьонал» из клуба «Униан». Свой первый гол за клуб он забил 7 сентября 2011 года в матче против «Америка Минейро».
19 июня 2013 года было официально объявлено о том, что Моледо подписал пятилетний контракт с клубом «Металлист».
03 июля 2015 года Родриго вернулся в клуб «Интернасьонал». Контракт подписан до декабря 2015 года.
19 апреля 2013 года Моледо был впервые вызван в сборную Бразилии главным тренером Луисом Фелипе Сколари на товарищеский матч против Чили.

## Титулы и достижения
- Чемпион штата Риу-Гранди-ду-Сул (3): 2011, 2012, 2013
- Вице-чемпион Бразилии (1): 2020
- Финалист Кубка Бразилии (1): 2019
- Вице-чемпион Греции (1): 2015/16
- Обладатель Рекопы Южной Америки (1): 2011 (не играл)